# Acmispon junceus
Acmispon junceus là một loài thực vật có hoa trong họ Đậu. Loài này được (Benth.) Brouillet mô tả khoa học đầu tiên năm 2008.